# Arrojadoa bahiensis

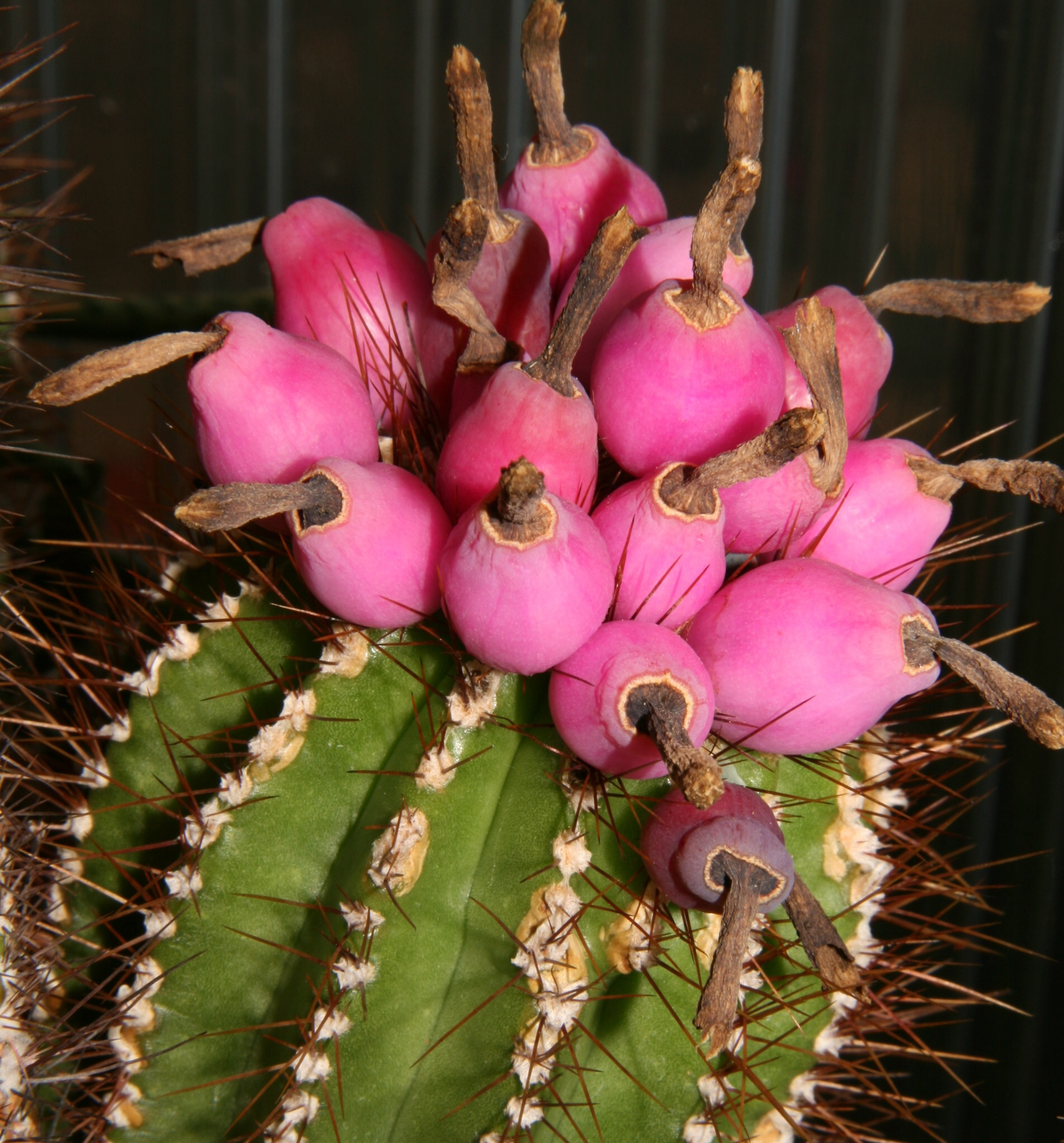
Früchte

Arrojadoa bahiensis ist eine Pflanzenart in der Gattung Arrojadoa aus der Familie der Kakteengewächse (Cactaceae). Das Artepitheton bahiensis verweist auf das Vorkommen im brasilianischen Bundesstaat Bahia.

## Beschreibung
Arrojadoa bahiensis wächst einzeln mit kugelförmigen bis kurz zylindrischen bis zylindrischen, grünen bis graugrünen Trieben. Diese erreichen eine Wuchshöhe von bis 1,1 Metern und einen Durchmesser von 8 Zentimetern. Die 9 bis 14 senkrechten Rippen sind an den Kanten gerundet. Die darauf befindlichen runden Areolen sind anfangs mit einer cremefarbenen Wolle besetzt und später kahl. Die fein nadelförmigen, etwas biegsamen Dornen sind gelblich bis rötlich und vergrauen. Der einzelne Mitteldorn ist bis zu 3 Zentimeter lang. Die 6 bis 11 Randdornen, an alten Areolen können es bis zu 23 sein, sind abstehend bis ausgebreitet und bis zu 1,6 Zentimeter lang.
Die röhrenförmigen, rosafarbenen Blüten erscheinen in der Nähe des Scheitels und entlang der oberen Teile der Triebe. Sie sind 3,2 bis 3,9 Zentimeter lang und erreichen Durchmesser von 8 bis 10 Millimeter. Die inneren Blütenhüllblätter sind weiß.
Die kugel- bis eiförmigen Früchte sind rosafarben und weisen Durchmesser von 1 bis 3 Zentimeter auf.

## Systematik, Verbreitung und Gefährdung
Arrojadoa bahiensis ist im brasilianischen Bundesstaat Bahia in der Chapada Diamantina in Höhenlagen von 1000 bis 1950 Metern verbreitet. Die ersten Exemplare wurden 1981 gefunden.
Die Erstbeschreibung als Floribunda bahiensis wurde 1993 von Pierre Josef Braun (* 1959) und Eddie Esteves Pereira (* 1939) veröffentlicht. Nigel Paul Taylor und Urs Eggli ordneten die Art ein Jahr später in die Gattung Arrojadoa ein. Ein weiteres nomenklatorisches Synonym ist Pierrebraunia bahiensis (P.J.Braun & Esteves) Esteves (1997).
Die Art wird in der Roten Liste gefährdeter Arten der IUCN als „Vulnerable (VU)“, d. h. gefährdet eingestuft.

## Nachweise